# العلاقات السويدية الرومانية
العلاقات السويدية الرومانية هي العلاقات الثنائية التي تجمع بين السويد ورومانيا.

## مقارنة بين البلدين
هذه مقارنة عامة ومرجعية للدولتين:
| وجه المقارنة                                              | السويد                                                                               | رومانيا                                                                               |
| --------------------------------------------------------- | ------------------------------------------------------------------------------------ | ------------------------------------------------------------------------------------- |
| المساحة (كم2)                                             | 450.30 ألف                                                                           | 238.40 ألف                                                                            |
| عدد السكان (نسمة)                                         | 10.16 مليون                                                                          | 19.59 مليون                                                                           |
| الكثافة السكانية (ن./كم²)                                 | 22.56                                                                                | 82.17                                                                                 |
| العاصمة                                                   | ستوكهولم                                                                             | بوخارست                                                                               |
| اللغة الرسمية                                             | اللغة السويدية، لغات السامي، اللغة الفنلندية، منكيلي، اللغة الرومنية، اللغة اليديشية | اللغة الرومانية                                                                       |
| العملة                                                    | كرونة سويدية                                                                         | ليو روماني                                                                            |
| الناتج المحلي الإجمالي (بليون دولار)                      | 538.04 مليار                                                                         | 211.80 مليار                                                                          |
| الناتج المحلي الإجمالي (تعادل القوة الشرائية) بليون دولار | 469.01 مليار                                                                         | 465.56 مليار                                                                          |
| الناتج المحلي الإجمالي الاسمي للفرد دولار أمريكي          | 50.58 ألف                                                                            | 9.47 ألف                                                                              |
| الناتج المحلي الإجمالي للفرد دولار أمريكي                 | 45.30 ألف                                                                            | 23.63 ألف                                                                             |
| مؤشر التنمية البشرية                                      | 0.907                                                                                | 0.793                                                                                 |
| رمز المكالمات الدولي                                      | +46                                                                                  | +40                                                                                   |
| رمز الإنترنت                                              | .se                                                                                  | .ro                                                                                   |
| المنطقة الزمنية                                           | توقيت وسط أوروبا، ت ع م+01:00، ت ع م+02:00، أوروبا/ستوكهولم ‏                         | ت ع م+02:00، ت ع م+03:00، أوروبا/بوخارست ‏، توقيت شرق أوروبا، توقيت شرق أوروبا الصيفي ‏ |

## مدن متوأمة
في ما يلي قائمة باتفاقيات التوأمة بين مدن سويدية ورومانية:
- ترتبط Borlänge Municipality [الإنجليزية]‏ مع بيتيشت باتفاقية توأمة.
- ترتبط Vellinge Municipality [الإنجليزية]‏ مع ترجوفيشت باتفاقية توأمة.
- ترتبط Oxelösund [الإنجليزية]‏ مع سيريت باتفاقية توأمة.
- ترتبط بلدية لينشوبينغ [الإنجليزية]‏ مع أوراديا باتفاقية توأمة.[19]

## منظمات دولية مشتركة
يشترك البلدان في عضوية مجموعة من المنظمات الدولية، منها:
| علم المنظمة | اسم المنظمة                               | تاريخ انضمام السويد | تاريخ انضمام رومانيا |
| ----------- | ----------------------------------------- | ------------------- | -------------------- |
|             | المنظمة الأوروبية لسلامة الملاحة الجوية   | 1995                | 1996                 |
|             | المنظمة الهيدروغرافية الدولية             | ?                   | ?                    |
|             | منظمة الشرطة الجنائية الدولية             | ?                   | ?                    |
|             | الاتحاد البريدي العالمي                   | ?                   | ?                    |
|             | مركز تنسيق الحركة في أوروبا ‏              | ?                   | ?                    |
|             | منظمة التجارة العالمية                    | 1995                | 1995                 |
|             | الفريق المعني برصد الأرض                  | ?                   | ?                    |
|             | مجموعة الموردين النوويين                  | ?                   | ?                    |
|             | مؤسسة التنمية الدولية                     | 24 سبتمبر 1960      | 12 أبريل 2014        |
|             | اتفاقية السماوات المفتوحة                 | ?                   | ?                    |
|             | منظمة الأمن والتعاون في أوروبا            | 25 يونيو 1973       | 25 يونيو 1973        |
|             | Strategic Airlift Capability ‏             | ?                   | ?                    |
|             | مؤسسة التمويل الدولية                     | 20 يوليو 1956       | 23 سبتمبر 1990       |
|             | مجلس أوروبا                               | ?                   | 7 أكتوبر 1993        |
|             | منظمة حظر الأسلحة الكيميائية              | ?                   | ?                    |
|             | الأمم المتحدة                             | 19 نوفمبر 1946      | 14 ديسمبر 1955       |
|             | الاتحاد الدولي للاتصالات                  | 1866                | 9 فبراير 1866        |
|             | الاتحاد الأوروبي                          | 1995                | 2007                 |
|             | البنك الدولي للإنشاء والتعمير             | 31 أغسطس 1951       | 15 ديسمبر 1972       |
|             | مجموعة أستراليا                           | 1991                | 1995                 |
|             | المركز الدولي لتسوية المنازعات الاستشارية | 28 يناير 1967       | 12 أكتوبر 1975       |
|             | وكالة الفضاء الأوروبية                    | ?                   | 23 ديسمبر 2011       |
|             | وكالة ضمان الاستثمار متعدد الأطراف        | 12 أبريل 1988       | 10 سبتمبر 1992       |
|             | يونسكو                                    | 23 يناير 1950       | 27 يوليو 1956        |

## أعلام
هذه قائمة لبعض الشخصيات التي تربطها علاقات بالبلدين:
- آلان محي الدين (لاعب كرة قدم سويدي، 11 نوفمبر 1993 – )
- ايريك بيكفالفي (لاعب كرة قدم روماني، 5 فبراير 1988[30] – )
- دارين (مغنية سويدية، 1974 – )

## وصلات خارجية
- موقع وزارة الخارجية السويدية
- موقع وزارة الخارجية الرومانية